# Careri
Careri  község (comune) Calabria régiójában, Reggio Calabria megyében.

## Fekvése
A megye központi részén fekszik. Határai: Benestare, Platì, San Luca és Santa Cristina d’Aspromonte.

## Története
A település nevének első írásos említése a 16. századból származik, bár egyes történészek Magna Graecia idejére vezetik vissza alapítását. Korabeli épületeinek nagy része az 1783-as calabriai földrengésben elpusztult. A 19. században nyerte el önállóságát, amikor a Nápolyi Királyságban felszámolták a feudalizmust.

## Népessége
A népesség számának alakulása:

## Főbb látnivalói
- Santa Maria Assunta-templom